# Бребу Манастиреј (Прахова)
Бребу Манастиреј (рум. Brebu Mânăstirei) насеље је у Румунији у округу Прахова. Oпштина се налази на надморској висини од 525 m.

## Становништво
Према подацима из 2002. године у насељу је живело 3385 становника.

### Попис2002.
| Расподела становништва по националности 2002.‍ | Расподела становништва по националности 2002.‍ | Расподела становништва по националности 2002.‍ | Расподела становништва по националности 2002.‍ | Расподела становништва по националности 2002.‍ |
| --------------------------------------------- | --------------------------------------------- | --------------------------------------------- | --------------------------------------------- | --------------------------------------------- |
|                                               |                                               |                                               |                                               |                                               |
| Румуни                                        | Румуни                                        |                                               | 3.375                                         | 99,7%                                         |
| Мађари                                        | Мађари                                        |                                               | 9                                             | 0,3%                                          |